# Geographie Afrikas
Die Geographie Afrikas ist die Beschreibung der physischen Beschaffenheit des Kontinents Afrika sowie die hierdurch bedingte Wechselwirkung zwischen diesem Lebensraum und seinen Bewohnern.

## Physische Geographie

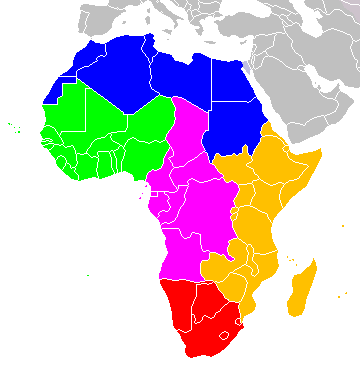
Staaten und Regionen Afrikas gemäß UNSD:
██ Nordafrika
██ Westafrika
██ Zentralafrika
██ Ostafrika
██ Südliches Afrika

### Topographische Beschreibung

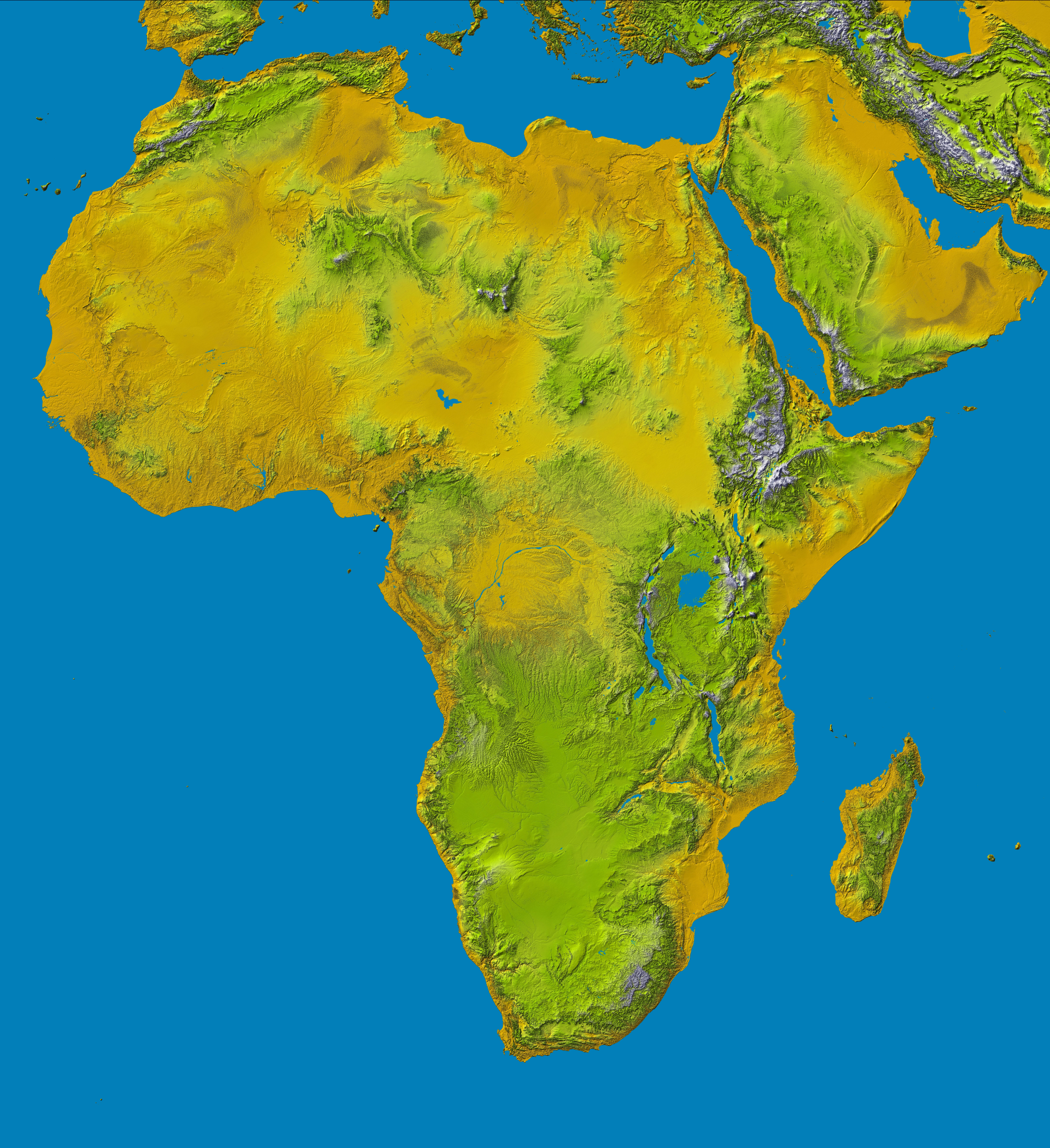
Topographie Afrikas

Afrika ist mit einer Fläche von 30,3 Millionen km² (22 % der gesamten Landfläche der Erde) nach Asien der zweitgrößte Kontinent und ungefähr dreimal so groß wie Europa. Von allen Kontinenten hat Afrika wegen seiner kompakten Form das niedrigste Verhältnis von Küstenlänge zur Fläche. Die folgende Unterteilung Afrikas in Regionen wird neben anderen von der UN-Statistikbehörde UNSD verwendet:
- Nordafrika: Ägypten, Algerien, Libyen, Marokko, Sudan, Tunesien, Westsahara
- Westafrika: Benin, Burkina Faso, Elfenbeinküste, Gambia, Ghana, Guinea, Guinea-Bissau, Kap Verde, Liberia, Mali, Mauretanien, Niger, Nigeria, Senegal, Sierra Leone, Togo
- Zentralafrika: Angola, Äquatorialguinea, Demokratische Republik Kongo, Gabun, Kamerun, Republik Kongo, São Tomé und Príncipe, Tschad, Zentralafrikanische Republik
- Ostafrika: Äthiopien, Burundi, Dschibuti, Eritrea, Kenia, Komoren, Madagaskar, Malawi, Mauritius, Mosambik, Ruanda, Sambia, Seychellen, Simbabwe, Somalia, Somaliland, Tansania, Uganda
- Südliches Afrika: Botswana, Eswatini, Lesotho, Namibia, Südafrika

Gelegentlich werden andere Einteilungen verwendet.
Auf der Höhe von Zentralafrika liegt der Äquator, der nördliche Wendekreis verläuft durch Nordafrika und der südliche Wendekreis durch das Südliche Afrika.

#### Nordafrika
Als Nordafrika bezeichnet man das Gebiet, das den Maghreb, die Wüste Sahara, das Niltal und weitere Teile des Flusssystems Nil umfasst.
Im Maghreb liegt das etwa 2300 Kilometer breite Atlas-Gebirge, dessen höchster Gipfel der 4165 Meter hohe Toubkal im Süden Marokkos ist.
Die Sahara erstreckt sich von der afrikanischen Atlantikküste im Westen bis zum Roten Meer im Osten. Sie besteht im Osten aus der Libyschen Wüste westlich des Nils und der Arabischen Wüste und der Nubischen Wüste östlich des Nils. Die Wüste Ténéré liegt im Süden der Sahara. Südlich der Sahara liegt die Sahelzone.
Es gibt in der Sahara große Gebirgsketten, wie etwa das Ahaggar, das Aïr, das Tibesti, das Ennedi-Massiv und der erloschene Vulkan Marra. Die höchste Erhebung ist der Emi Koussi im Tibesti mit 3415 Metern.
Der Nil durchfließt die Sahara und bildet an der Küste des Mittelmeeres das etwa 24.000 km² große Nildelta. Das Flussdelta besteht aus Lockersedimente, die sich im Laufe der Jahrtausende abgelagert haben.

#### Westafrika
Westafrika liegt südlich der Sahara, östlich und nördlich des Atlantik. Es umfasst den westlichen Teil der Großlandschaften Sahel und Sudan sowie die Regenwälder Oberguineas.
Die Region besteht aus flachen Küstengebieten und Gebirgen wie der Oberguineaschwelle und dem Hochland von Adamaua mit dem Kamerunberg.
Der größte See ist der Volta-Stausee, die größten Flüsse der Niger, der Senegal und der Gambia.

#### Zentralafrika
Zentralafrika liegt südlich der Sahara, östlich von Westafrika und westlich des Großen Afrikanischen Grabenbruchs. Das Gebiet wird durch den Fluss Kongo bestimmt, dem wasserreichsten Strom Afrikas.
Die Gebirgsketten sind die Niederguineaschwelle an der Küste und östlich davon die Nordäquatorialschwelle, das Kongobecken und die Lundaschwelle. Noch weiter östlich liegt die Zentralafrikanische Schwelle, der Ostafrika folgt.
Im Kongobecken liegt das zweitgrößte tropische Urwaldgebiet der Erde.
Große Seen sind der Tanganjikasee und der Mwerusee, nahe der Zentralafrikanische Schwelle. Der Tschadsee liegt am Südrand der Sahara, er war vor einigen zehntausend Jahren mehr als zehnmal so groß wie er heute ist.
Die Flüsse sind der Kongo und seine Nebenflüsse wie beispielsweise der Lualaba, der Kasai und der Aruwimi.

#### Ostafrika
Ostafrika liegt östlich des Nils bzw. östlich des Ostafrikanischen Grabenbruchs. Dort gibt es die Wüstenregion Danakil-Somalia.
Gebirge sind das Hochland von Abessinien, welches bis zum Roten Meer reicht und an der Küste des Indischen Ozeans das Ostafrikanische Seenhochland, wo das Kilimandscharo-Massiv und das Mount-Kenya-Massiv liegen.
In Ostafrika befinden sich große Seen, wie der Viktoriasee, der Turkana-See, der Tanasee und der Malawisee. Große Flüsse sind der Sambesi, der Juba, der Shabelle und der Blaue Nil.
Die Insel Madagaskar im Indischen Ozean zählt zwar auch zu Ostafrika, doch ist die Insel wegen ihrer isolierten Lage recht eigenständig.

#### Südliches Afrika
Das Südliche Afrika wird beherrscht durch die sich von Angolas bis Mosambik entlang der Küste erstreckende Großen Randstufe sowie das von dieser eingefasste Binnenhochland. Bedeutende Gebirge sind die Drakensberge und das Brandbergmassiv. Es gibt dort Wälder und Grasland sowie die Namib und die Savanne Kalahari.
Große Flüsse sind der Limpopo und der Oranje.

### Geologische Beschreibung
Der Kontinent liegt auf der Afrikanischen Lithosphärenplatte und bewegte sich mit dieser während der letzten 100 Millionen Jahre mit einer geringen Geschwindigkeit von nur wenigen Zentimetern pro Jahr nach Norden.
Durch den Osten Afrikas zieht sich der Große Afrikanische Grabenbruch, welcher zur Abspaltung des Horns von Afrika von Afrika führen wird. Der dabei entstehende Vulkanismus hat zur Bildung von hohen Gebirgen in Ostafrika geführt.
Ein weiteres Gebiet, welches durch plattentektonische Vorgänge verändert wurde, ist das Atlas-Gebirge in Nordafrika. Als vor 65 Mio. Jahren bis etwa 1,8 Mio. Jahren die Landmassen Europas und Afrikas am südlichen Ende der Iberischen Halbinsel gegeneinander drückten, faltete sich dieses Gebirge auf.

### Klima
Der Westafrikanische Monsun dauert von Juni bis zum September an und entsteht aus der Temperaturdifferenz zwischen dem kälteren Atlantischen Ozean und dem heißeren Kontinent. Der Einfluss reicht aber auch bis in das Gebiet der westlichen und zentralen Sahelzone, in der in diesen Monaten fast der gesamte jährliche Regen fällt. Die höchsten Niederschlagswerte betragen etwa 2000 mm Niederschlag pro Jahr.
In Zentralafrika erlebt man den Zenitalniederschlag, einen Regen, der in Abhängigkeit von der Jahreszeit dort auftritt, wo die Sonne genau im Zenit steht. An so einem Ort treten die Niederschläge dort dann täglich auf.
Vor der Westküste des Südlichen Afrikas fließt der Benguelastrom mit vergleichsweise kaltem Meerwasser aus der Antarktis. Zusammen mit dem stetigen Wind der Region, das Südliche Afrika liegt im Bereich der Westwindzone, führt dies zur Kondensation der in der Luft enthaltenen Feuchtigkeit an der Küste und da beim Erwärmen der Luft die relative Feuchtigkeit sinkt auch zum Entstehen der Namib.

### Natur

Ergrünte Gebiete Afrikas

Tropischen Regenwald findet man in Afrika in den Regionen Oberguinea und in den Kongobecken. Diese Landschaft geht über in die Feuchtsavanne (1000–1500 mm Regen pro Jahr), die Trockensavanne (500–1000 mm Regen pro Jahr) und dann in die Dornenstrauchsavanne (250–500 mm Regen pro Jahr). Die Savanne besteht aus offenem Grasland, deren Wuchshöhe abhängig von der Regenmenge ist, und in einigem Abstand voneinander stehenden Bäumen. Da die Niederschlagsgebiete jahreszeitabhängig wandern, müssen die Pflanzen der Savanne die Trockenzeit überleben können und die Tiere müssen dem Regen hinterher ziehen.
Die Dornenstrauchsavanne findet man in der Sahelzone, die den Übergang zur Wüste Sahara bildet, aber auch in Ostafrika und im Südlichen Afrika.
Die afrikanischen Wüsten sind durch seltenen Regen gekennzeichnet, so dass viele Pflanzen dort auf Oasen konzentriert sind, wo unterirdische Wasserläufe an die Oberfläche treten. Andere Pflanzen findet man dort, wo die unterirdischen Wasserläufe so nahe an die Oberfläche reichen, dass sie von tiefwurzelnden Pflanzen erreicht werden können. Eine weitere Möglichkeit ist, dass Pflanzen erst nach einem Regen zu wachsen beginnen und so kommt es gelegentlich zum „Erblühen“ der Wüste. Das unterirdische Wasser der Sahara wird auch großtechnisch abgepumpt, beispielsweise durch das Great-Man-Made-River-Projekt, so dass nahe den Bevölkerungszentren in sonst wasserarmen Regionen großflächig Landwirtschaft betrieben werden kann. Allerdings droht dort die Versalzung der Böden.
Ein besonderes Gebiet ist das Okavangodelta im südlichen Afrika. Dort existiert ein Binnendelta des Flusses Okavango, das inmitten der semi-ariden Kalahari ein von der jährlichen Flut abhängendes etwa 12.000 Quadratkilometer großes Feuchtgebiet entstehen lässt. Da die Flut genau zum Höhepunkt der Trockenzeit am Ende des Okavangodeltas ankommt, sammeln sich dann dort große Mengen an Tiere.
Da die Namib geologisch sehr alt ist, haben sich dort auf das Klima spezialisierte Tiere wie beispielsweise der Nebeltrinker-Käfer entwickelt und andere Tiere haben ihre Lebensweise der ständig trockenen Region angepasst.

## Humangeographie

### Verkehrsgeographie

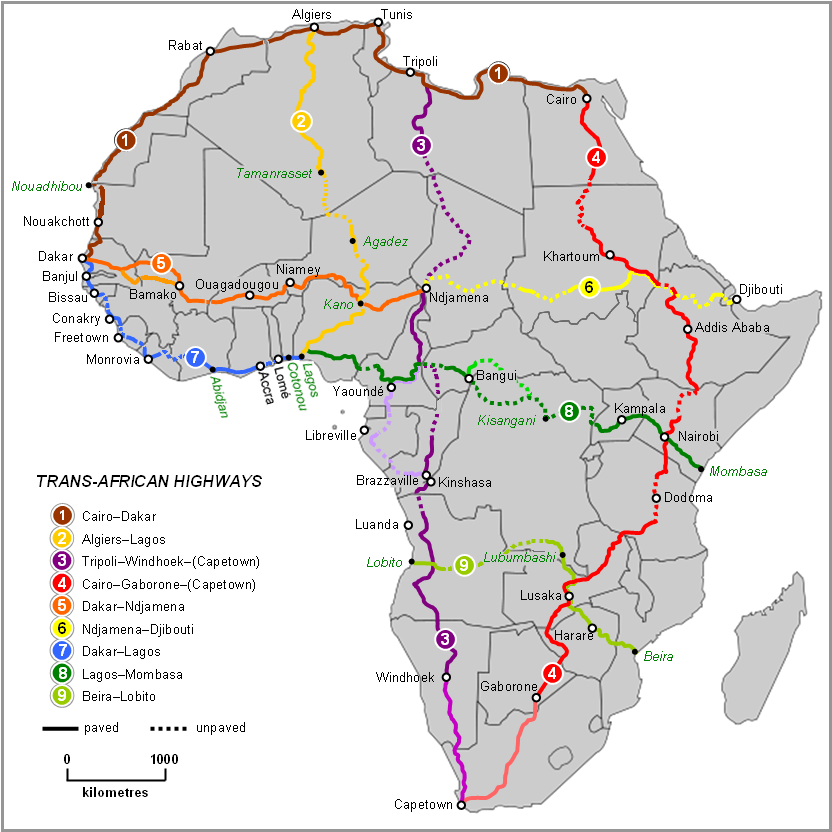
Trans-African Highways

Afrika wird durch die Trans-African Highways, einem System transkontinentaler Straßenprojekte, verkehrstechnisch erschlossen. Die Gesamtlänge aller neun Trans-African Highways beträgt 56.683 Kilometer.

### Bevölkerungsdichte

Die Sprachfamilien Afrikas

Im Jahr 2008 wird in Nordafrika mit einer Bevölkerung von 197 Millionen Menschen gerechnet. Die am dichtesten bewohnte Region ist das Gebiet am Fluss Nil. Ein ähnliches Muster zeigt sich in Westafrika, wo 291 Millionen Menschen leben und davon alleine schon 110 Millionen Menschen am Fluss Niger. In Zentralafrika leben 122 Millionen Menschen, es ist ein in großen Teilen nur dünn besiedeltes Gebiet. In Ostafrika leben etwa 301 Millionen Menschen, wobei die höchste Bevölkerungsdichte in den Staaten östlich der Zentralafrikanischen Schwelle in den benachbarten Staaten Burundi, Ruanda und Uganda zu finden ist. In Uganda liegt eines der Quellgebiete des Nils und da große Teile des Landes in einer Höhe von 1.000 m über dem Meeresspiegel liegen, ist auch das Klima direkt am Äquator angenehm temperiert. Ruanda und Burundi liegen ebenfalls auf einem Hochplateau in durchschnittlich etwa 1500 m Höhe. Ein weiteres Gebiet mit hoher Bevölkerungszahl liegt am Malawisee. Im Südlichen Afrika leben 55 Millionen Menschen, wobei hier die Bevölkerungsdichte eher gering ist. Insgesamt gibt es in Afrika im Jahr 2008 vermutlich 967 Millionen Menschen.

### Räumliche Verteilung der Sprachfamilien
In Afrika unterscheidet man verschiedene Sprachfamilien.
- Afroasiatische Sprachen (blaue Farbe) mit etwa 350 Mio. Sprechern in Nordafrika und im nördlichen Ostafrika.
- Niger-Kongo-Sprachen (die beiden roten Farben) mit etwa 370 Mio. Sprechern in Westafrika, Zentralafrika, im südlichen Ostafrika und im Südlichen Afrika.
- Nilosaharanische Sprachen (gelbe Farbe) mit etwa 35 Mio. Sprechern vom Sudan bis Mali
- Khoisan-Sprachen (grüne Farbe) mit 355 Tsd. Sprechern vor allem im westlichen Südlichen Afrika.
- Austronesische Sprachen (violette Farbe) mit 19 Mio. Sprechern auf der Insel Madagaskar.

## Dokumentarfilm
- ZDF / Terra X (2023): Afrika von oben - Wasser (43 min)